# Фиаминяно
Фиаминя̀но (на италиански: Fiamignano) е село и община в Централна Италия, провинция Риети, регион Лацио. Разположено е на 988 m надморска височина. Населението на общината е 1525 души (към 2010 г.).